# Alpha (Minnesota)
Alpha è un comune degli Stati Uniti d'America, situato nello Stato del Minnesota, nella contea di Jackson.